# Премьер-министр Государства Палестина
Премьер-министр Государства Палестина — должность главы правительства Государства Палестина, созданная 5 января 2013 года, когда Палестинская национальная администрация была переименована в Государство Палестина, и заменившая должность премьер-министра Палестинской национальной администрации.

## История
5 января 2013 года в связи с частичным признанием Государства Палестина и получением статуса государства-наблюдателя в ООН, руководство ПНА приняло решение о переименовании поста премьер-министра ПНА в пост премьер министра государства.
2 июля 2013 года был назначен премьер-министр Государства Палестина — Рами Хамдалла.
6 июля 2014 года Рами Хамдалла официально приступил к исполнению своих обязанностей, приняв присягу в присутствии палестинского лидера Махмуда Аббаса в его резиденции в Рамаллахе. Он огласил состав нового кабинета, куда вошли 24 министра. Структура нового правительства претерпела некоторые изменения. В частности, Рами Хамдалла упразднил министерства культуры и экологии, а также объединил министерства просвещения и образования. Пост одного из вице-премьеров занял Зияд Абу Амро, который ранее возглавлял внешнеполитическое ведомство. Советником по экономическим вопросам стал бывший глава палестинского инвестиционного фонда Мухаммед Мустафа. 23 июля 2013 года он подал в отставку.
2 июня 2014 года в резиденции «Мукатаа» в Рамалле на Западном берегу Иордана президент Государства Палестина Махмуд Аббас, по итогам заключённого 23 апреля мирного соглашения между ФАТХ и ХАМАС, привёл к присяге новое правительство национального единства под руководством премьер-министра Рами Хамдаллы, где Хамдалла также получил пост министра внутренних дел.

## Список премьер-министров Государства Палестина
| # | Фото | Имя (Годы жизни)           | Дата правления | Дата правления  | Партия      |
| - | ---- | -------------------------- | -------------- | --------------- | ----------- |
| 1 |      | Салям Файяд (р. 1952)      | 5 января 2013  | 2 июля 2013     | Третий путь |
| 2 |      | Рами Хамдалла (р. 1958)    | 2 июля 2013    | 10 марта 2019   | ФАТХ        |
| 3 |      | Мухаммед Штайе (р. 1958)   | 10 марта 2019  | 26 февраля 2024 | ФАТХ        |
| 4 |      | Мухаммед Мустафа (р. 1954) | 14 марта 2024  |                 | Независимый |